# Jean Thiercelin
Jean Thiercelin (* 2. Januar 1927 in Paris; † 29. April 1999 in Cadenet, Département Vaucluse) war ein französischer Schriftsteller und Maler des Surrealismus.

## Leben und Wirken
Seine Ferien verbrachte Thiercelin regelmäßig bei Verwandten in Aubergenville (Département Yvelines) und Royan (Département Charente-Maritime). Die deutsche Besetzung erlebte er in seiner Heimatstadt.
Nach der Zerstörung Royans begann Thiercelin der Résistance zu helfen. Er unternahm Botengänge für die Maquisards und wurde am 14. April 1944 erwischt und im Gefängnis La Santé (Montparnasse) eingesperrt. Nach der Befreiung von Paris dauerte es noch Monate, bis Thiercelin endlich ebenfalls entlassen wurde. Diese Ungerechtigkeit machte ihn Zeit seines Lebens zu einem Kämpfer gegen soziale Ungerechtigkeit.
In der Nachkriegszeit schloss sich Thiercelin André Breton und dessen surrealistischen Freunden an. In dieser Zeit konnte er auch in Édouard Jaguers Zeitschrift Phases erfolgreich als Schriftsteller reüssieren.
Thiercelin war begeistert von der Provence und unternahm regelmäßig, zusammen mit seiner ersten Ehefrau Nanouche und der gemeinsamen Tochter, Ausflüge dorthin. Dabei besuchte er auch immer das Château Noir bei Le Tholonet (Département Bouches-du-Rhône), da sich dort die Phalanstère eingemietet hatten; eine Art Wohn- und Arbeitsgemeinschaft, die Aube und Yves Elléouët gegründet hatten. Mitglieder waren u. a. Léon Bellefleur (1910–2007), Jean Benoît (1922–2010), Marcelle Ferron (1924–2001), Roland (1929–2003) und Denise Giguère und Mimi Parent (1924–2005).
Am 5. September 1960 gehörte Thiecelin zu den Unterzeichnern des Manifests der 121.
1968 verließ Thiecelin zusammen mit seiner zweiten Ehefrau Raquel Mejiras, Tochter spanischer Exilanten, für immer Paris und ließ sich in Cadenet nieder. Von dort aus unternahm er – allein aber auch mit seiner Ehefrau – ausgedehnte Reisen nach Afrika, Kanada, Mittel- und Südamerika und Tibet.
Am 29. April 1999 starb Jean Thiercelin im Alter von 72 Jahren in Cadenet und fand dort auch seine letzte Ruhestätte.

## Werke (Auswahl)
Erzählungen
- Don Felipe. Édition Quadri, Brüssel 1999 (EA 1969)[3]
- Description pour Bevinco. L'émpreinte et la nuit, Aix-en-Provence 1981.
- Journal d'Oedipe. Édition Xamal, Saint-Louis du Sénégal 1986.

Gedichte
- Sept lettre pour mes amis. L'émpreinte et la nuit, Aix-en-Provence 1966.
- Demeures du passe vent. Édition L'Hexagone, Montreal 1974.
- Trois dires pour un pays. L'émpreinte et la nuit, Aix-en-Provence 1978.
- Poèmes. Édition Xamal, Saint-Louis du Sénégal 1986.[4]

## Ausstellungen (Auswahl)
- 1965 Galerie Connaître, Paris
- 1966 Maison Van Gogh, Auvers-sur-Oise
- 1972 Galerie Saint-Laurent, Brüssel
- 1977 Galerie Les Deux B, Québec